# 满洲里西郊机场
满洲里西郊机场是一个位于中国内蒙古自治区满洲里市西郊的民航机场。飞行区等级为4D，消防等级为6级，新建站坪可停放7架飞机，新建航站楼面积19800㎡，可满足年旅客吞吐量200万人次,高峰小时1400人次的需求。2017年，满洲里机场年旅客吞吐量首次突破50万人次。

## 航点
2017-2018冬春航季
| 航空公司           | 目的地                                 |
| ------------------ | -------------------------------------- |
| 中国联合航空（KN） | 阿尔山                                 |
| 海南航空（HU）     | 北京/首都                              |
| 首都航空（JD）     | 北京/首都                              |
| 四川航空（3U）     | 哈尔滨                                 |
| 华夏航空（G5）     | 呼和浩特、通辽                         |
| 伊尔航空（IO）     | 克拉斯诺亚尔斯克、伊尔库茨克、烏蘭烏德 |
| 匈奴航空（MR）     | 乌兰巴托                               |